# Club Atlético de Madrid 1963-1964
Questa voce raccoglie le informazioni riguardanti il Club Atlético de Madrid nelle competizioni ufficiali della stagione 1963-1964.

## Stagione
Nella stagione 1963-1964 i colchoneros, allenati da Rafael García Repullo fino alla 14ª giornata e poi da Sabino Barinaga, terminano il campionato al settimo posto. In Coppa del Generalísimo, l'Atlético Madrid viene sconfitto in finale dal Real Saragozza. In Coppa delle Fiere, i rojiblancos perdono agli ottavi contro la Juventus.

## Organigramma societario
Le cariche societarie.
- Presidente: Vicente Calderón Pérez-Cavada
- Segretario: José Luis Bas
- Vicesegretario: Luis Santiago Gomez
- Tesoriere: José Antonio Torrente
- Contabile: Bruno Maruin
- Membro ordinario: Jose Luis Costa

## Maglie e sponsor
| Manica sinistra · Manica sinistra · Maglietta · Maglietta · Manica destra · Manica destra · Pantaloncini · Calzettoni |

## Rosa
| N. |                      | Ruolo | Calciatore           |
| -- | -------------------- | ----- | -------------------- |
| -  | Spagna (bandiera)    | P     | Miguel San Román     |
| -  | Argentina (bandiera) | P     | Edgardo Madinabeytia |
| -  | Argentina (bandiera) | D     | Jorge Griffa         |
| -  | Spagna (bandiera)    | D     | Jesús Martínez Jayo  |
| -  | Spagna (bandiera)    | D     | Feliciano Rivilla    |
| -  | Spagna (bandiera)    | D     | Isacio Calleja       |
| -  | Spagna (bandiera)    | D     | Rodríguez            |
| -  | Spagna (bandiera)    | D     | José Zamanillo       |
| -  | Spagna (bandiera)    | C     | Enrique Collar       |
| -  | Spagna (bandiera)    | C     | Adelardo             |
| -  | Spagna (bandiera)    | C     | Miguel Jones         |
| -  | Spagna (bandiera)    | C     | Aramburu             |

| N. |                       | Ruolo | Calciatore             |
| -- | --------------------- | ----- | ---------------------- |
| -  | Brasile (bandiera)    | C     | Ramiro                 |
| -  | Spagna (bandiera)     | C     | Amador                 |
| -  | Spagna (bandiera)     | C     | José Luis De Lomas     |
| -  | Spagna (bandiera)     | A     | José Rives             |
| -  | Spagna (bandiera)     | C     | Jesús Glaría Jordán    |
| -  | Spagna (bandiera)     | A     | Luis Aragonés          |
| -  | Portogallo (bandiera) | A     | Jorge Alberto Mendonça |
| -  | Spagna (bandiera)     | A     | Ernesto Trallero       |
| -  | Honduras (bandiera)   | A     | José Cardona           |
| -  | Spagna (bandiera)     | A     | Ramón Grosso           |
| -  | Spagna (bandiera)     | A     | Gonzalo Díaz Beitia    |

## Risultati

### Primera División

#### Girone di andata
| Arbitro: | José María Ortiz de Mendíbil |

|                     |           |              |
| Olano 7’ Vicedo 72’ | Marcatori | 13’ Adelardo |

| Arbitro: | Félix Birigay |

|                             |           |              |
| Trallero 65’, 75’ Lomas 67’ | Marcatori | 26’ Morollón |

| Arbitro: | José Ruiz Casasola |

|  |           |                        |
|  | Marcatori | 34’ Duca 67’ Marcelino |

| Arbitro: | Daniel María Zariquiegui Izco |

|                               |           |            |
| Cubilla 17’ Ré 36’ Pereda 40’ | Marcatori | 33’ Ramiro |

| Arbitro: | José Segrelles |

|            |           |           |
| Ramiro 56’ | Marcatori | 78’ Areta |

| Arbitro: | Diego Morilla Martínez |

|                          |           |              |
| Vall 2’ Pepín 35’ (rig.) | Marcatori | 19’ Adelardo |

| Arbitro: | Félix Birigay |

|  |           |            |
|  | Marcatori | 26’ Miguel |

| Bilbao 10 novembre 1963 8ª giornata | Atlético Bilbao    | 0 – 0 referto | Atlético Madrid | San Mamés\| Arbitro: \| José Ruiz Casasola \| |
| Arbitro:                            | José Ruiz Casasola |               |                 |                                               |

| Arbitro: | Adolfo Bueno Perales |

|                   |           |            |
| Collar 71’ (rig.) | Marcatori | 59’ Romero |

| Arbitro: | Gaspar Pintado Viu |

|                                                      |           |              |
| Di Stéfano 35’ Amancio 60’ Gento 70’, 89’ Puskás 73’ | Marcatori | 26’ Mendonça |

| Arbitro: | Juan Gardeazabal Garay |

|                                                  |           |            |
| Jones 35’, 82’ Beitia 59’ M. Jayo 62’ Collar 67’ | Marcatori | 89’ Conesa |

| Barcellona 22 gennaio 1964 12ª giornata | Español         | 0 – 0 referto | Atlético Madrid | Sarriá\| Arbitro: \| Mateo Simó Fiol \| |
| Arbitro:                                | Mateo Simó Fiol |               |                 |                                         |

| Madrid 22 dicembre 1963 13ª giornata | Atlético Madrid         | 0 – 0 referto | Real Betis | Metropolitano\| Arbitro: \| Vicente Lloris Antonino \| |
| Arbitro:                             | Vicente Lloris Antonino |               |            |                                                        |

| Arbitro: | Manuel Cerezuela Ruiz |

|                  |           |           |
| Urtiaga 82’, 88’ | Marcatori | 15’ Jones |

| Arbitro: | Gaspar Pintado Viu |

|                                |           |                           |
| Ramiro 5’ Collar 48’ Rives 51’ | Marcatori | 23’ J. Jorge 69’ Markaida |

#### Girone di ritorno
| Arbitro: | Daniel María Zariquiegui Izco |

|                       |           |         |
| Griffa 82’ Grosso 84’ | Marcatori | 69’ Lax |

| Arbitro: | Adolfo Bueno Perales |

|  |           |                                          |
|  | Marcatori | 17’ Aramburu 56’ Lomas 79’ (rig.) Collar |

| Saragozza 26 gennaio 1964 3ª giornata | Real Saragozza                | 0 – 0 referto | Atlético Madrid | La Romareda\| Arbitro: \| Narciso Barrenechea De Miguel \| |
| Arbitro:                              | Narciso Barrenechea De Miguel |               |                 |                                                            |

| Arbitro: | José Ruiz Casasola |

|            |           |  |
| Collar 29’ | Marcatori |  |

| Siviglia 9 febbraio 1964 5ª giornata | Siviglia              | 0 – 0 referto | Atlético Madrid | Ramón Sánchez Pizjuán\| Arbitro: \| Manuel Cerezuela Ruiz \| |
| Arbitro:                             | Manuel Cerezuela Ruiz |               |                 |                                                              |

| Arbitro: | Manuel García Rodríguez |

|                                             |           |  |
| Collar 31’, 81’ (rig.) Ramiro 33’ Rives 51’ | Marcatori |  |

| Arbitro: | Mateo Simó Fiol |

|          |           |            |
| Girón 4’ | Marcatori | 50’ Grosso |

| Arbitro: | Vicente Lloris Antonino |

|                         |           |  |
| Rivilla 51’ Calleja 63’ | Marcatori |  |

| Arbitro: | Juan Gardeazabal Garay |

|                       |           |  |
| Lescano 4’ Romero 41’ | Marcatori |  |

| Arbitro: | Adolfo Bueno Perales |

|  |           |            |
|  | Marcatori | 5’ Amancio |

| Arbitro: | Gaspar Pintado Viu |

|             |           |                   |
| Cabrera 83’ | Marcatori | 25’ (aut.) Tejada |

| Arbitro: | Daniel María Zariquiegui Izco |

|                         |           |  |
| Grosso 12’ Mendonça 66’ | Marcatori |  |

| Arbitro: | Gaspar Pintado Viu |

|                                                       |           |                        |
| Calleja 46’ (aut.) Ansola 52’ Aragonés 58’ Molina 87’ | Marcatori | 29’ Rives 54’ Adelardo |

| Arbitro: | José Ruiz Casasola |

|  |           |            |
|  | Marcatori | 73’ R. Gil |

| Arbitro: | Mateo Simó Fiol |

|  |           |           |
|  | Marcatori | 87’ Jones |

### Coppa del Generalísimo
| Arbitro: | Jaime Oliva Fortuny |

|  |           |                         |
|  | Marcatori | 16’ Adelardo 52’ Ramiro |

| Arbitro: | Félix Birigay Nieva |

|                                                                 |           |  |
| Aragonés 21’, 86’ Adelardo 15’, 83’, 89’ Collar 54’ Rivilla 60’ | Marcatori |  |

| Arbitro: | Daniel María Zariquiegui Izco |

|                      |           |             |
| Pintos 23’ Viñas 88’ | Marcatori | 58’ Cardona |

| Arbitro: | Manuel Cerezuela Ruiz |

|                             |           |  |
| Jones 33’, 89’ Adelardo 54’ | Marcatori |  |

| Arbitro: | Adolfo Bueno Perales |

|                          |           |                         |
| Serena 50’ P. Suárez 60’ | Marcatori | 75’ Ramiro 78’ Aragonés |

| Arbitro: | Gaspar Pintado Viu |

|              |           |             |
| Adelardo 14’ | Marcatori | 84’ Amancio |

| Arbitro: | José Ruiz Casasola |

|                                |           |            |
| Collar 37’ (rig.) Mendonça 86’ | Marcatori | 25’ Grosso |

| Arbitro: | Daniel María Zariquiegui Izco |

|           |           |            |
| Waldo 35’ | Marcatori | 86’ Collar |

| Arbitro: | Adolfo Bueno Perales |

|                                    |           |                    |
| Cardona 44’ Adelardo 46’ Jones 73’ | Marcatori | 81’ (rig.) Urtiaga |

| Arbitro: | Félix Birigay Nieva |

|                       |           |             |
| Lapetra 18’ Villa 33’ | Marcatori | 71’ Cardona |

### Coppa delle Fiere
| Arbitro: | François Eurdekian |

|               |           |           |
| Rives 6’, 29’ | Marcatori | 23’ Romeu |

| Porto 9 ottobre 1963 Sedicesimi di finale - Ritorno | Porto        | 0 – 0 referto | Atlético Madrid | das Antas (35 000 spett.)\| Arbitro: \| Cesare Jonni \| |
| Arbitro:                                            | Cesare Jonni |               |                 |                                                         |

| Arbitro: | Alexandros Monastiriotis |

|               |           |  |
| Stacchini 31’ | Marcatori |  |

| Arbitro: | Kurt Tschenscher |

|            |           |                           |
| Beitia 64’ | Marcatori | 5’ Da Costa 7’ Menichelli |

## Statistiche

### Statistiche di squadra
| Competizione           | Punti | Totale | Totale | Totale | Totale | Totale | Totale | DR  |
| Competizione           | Punti | G      | V      | N      | P      | Gf     | Gs     | DR  |
| ---------------------- | ----- | ------ | ------ | ------ | ------ | ------ | ------ | --- |
| Primera División       | 29    | 30     | 10     | 9      | 11     | 37     | 34     | +3  |
| Coppa del Generalísimo | -     | 10     | 5      | 3      | 2      | 23     | 9      | +14 |
| Coppa delle Fiere      | -     | 4      | 1      | 1      | 2      | 3      | 4      | -1  |
| Totale                 | 37    | 43     | 23     | 10     | 10     | 85     | 48     | +37 |